# ویکی‌پدیای فرانسوی
ویکی‌پدیای فرانسوی (به فرانسوی: Wikipédia en français) نسخهٔ زبان فرانسوی دانشنامه آزاد ویکی‌پدیا این نسخه در ماه اوت سال ۲۰۰۱ شروع به کار کرد و در نوامبر ۲۰۰۵ به بیش از ۲۰۰٬۰۰۰ مقاله دست یافت. شمار مقالات این دانش‌نامه در روز ۲۲ آوریل سال ۲۰۰۷ میلادی بیش از ۴۷۹ هزار و ۸۵۵ مقاله بوده‌است. این نسخه پنجمین زبان ویکی‌پدیا از نظر شمار نوشتارها و سومین زبان پس از انگلیسی و آلمانی از نظر ویرایش‌ها است.
تاریخچه:
- در ۲۳ مهٔ ۲۰۱۱، این دانشنامه با بیش از ۱ میلیون و ۱۰۶ هزار مقاله در رده سومین زبان ویکی‌پدیاها بوده‌است.[۱]
- در ۱ مه ۲۰۲۰م، با بیش از ۲ میلیون مقاله، پنجمین ویکی‌پدیا از نظر تعداد مقالات پس از انگلیسی، سینوگبانونی، سوئدی و آلمانی بود.

ویکی‌پدیای فرانسوی، هم‌اکنون ۲۵ مارس ۲۰۲۵ میلادی، تعداد ۵٬۱۴۲٬۳۷۸ کاربرِ ثبت‌نام‌کرده، ۱۴۲ مدیر، و ۲٬۶۷۳٬۴۳۱ مقاله دارد.

## آمار
شرکت سنجش مخاطب مدیامتری در سال ۲۰۰۷ اقدام به پرس و جو از ۸٬۵۰۰ کاربر فرانسوی به‌طور نمونه کرد که به اینترنت در خانه یا در محیط کار دسترسی داشتند. مشخص شد ویکی‌پدیای فرانسوی در ماه ژوئن ۲۰۰۷ بالغ بر ۷٬۹۱۰٬۰۰۰ بازدیدکننده یکتا داشته‌است (در مقایسه با ۴٬۵۰۰٬۰۰۰ در ماه مشابه سال قبل) که آن را به ۱۲امین وبگاه پربازدید در فرانسه تبدیل کرده‌است. در اوت ۲۰۱۱ ویکی‌پدیای فرانسوی ۷امین وبگاه پربازدید در فرانسه بود که ماهیانه نزدیک به ۱۶ میلیون بازدیدکننده یکتا داشت.